# Mieczysław Janisławski
Mieczysław Feliks Janisławski (ur. 27 stycznia 1921 w Temir-Chan-Szura, zm. 16 czerwca 1997 w Lublinie) – polski leśnik, działacz rad narodowych, przewodniczący Wojewódzkiej Rady Narodowej w Zamościu, poseł na Sejm PRL III kadencji.

## Życiorys
W latach 1943–1952 pracował w leśnictwie w Józefowie, następnie m.in. w nadleśnictwach Krasnobród, Strzelce i Tomaszów Lubelski. Od 1947 działał w Stronnictwie Ludowym, następnie w Zjednoczonym Stronnictwie Ludowym. W latach 1958–1961 sprawował mandat radnego Powiatowej Rady Narodowej w Zamościu, w kolejnych latach był zaś członkiem prezydium PRN w Hrubieszowie (1969–1976). Od 1976 zasiadał w Wojewódzkiej Radzie Narodowej w Zamościu, a od 1980 do 1988 pełnił funkcję jej przewodniczącego. W 1961 został posłem na Sejm PRL z okręgu Zamość, był członkiem Komisji Leśnictwa i Przemysłu Drzewnego.
Odznaczony m.in. Krzyżem Kawalerskim i Komandorskim Orderu Odrodzenia Polski oraz Odznaką „Zasłużony dla Leśnictwa i Przemysłu Drzewnego”.